# Collectie Braun-van den Corput
De Collectie Braun-van den Corput is een verzameling van serviesstukken uit keramiek, uit Brussel en Europa. Kenners gaan ervan uit dat de Brusselse stukken vervaardigd werden in de ateliers van Philippe Mombaers en Jacques Artoisenet.

## Beschrijving
Het keramiek uit Brussel is 18e- en 19e-eeuws. Deze stukken hebben overwegend een kopergroen decor met vlinders als motief, terrines en kommen met de morfologische vorm van dieren. Daarnaast zijn er vogels en groenten (zogenaamde Trompe-l'oeils) en decoratieve beeldjes die huisdieren voorstellen.
De koelers zijn drie cilindervormige emmertjes die op de grond of op de tafel konden worden geplaatst om dranken te koelen. Een ervan is voorzien van een achtergrond van kopergroene toetsen, kenmerkend voor Brussels aardewerk uit die periode. Deze koeler werd vervaardigd in het atelier van Philippe Mombaers. 
De terrines domineerden de tafel. Een ervan heeft een dikbuikige ovale kom die op vier voetjes rust. Het deksel heeft de vorm van het schild van een schildpad. Prominent aanwezig in de collectie zijn de terrines in de vorm van onder meer eenden en kippen. Groenten en meloenen als terrines vervaardigd worden meestal toegeschreven aan Brusselse ateliers. De grote kool die op een schotel rust is zeker in Brussel gemaakt. Een exemplaar met een gele huisjesslak op het deksel is afkomstig uit Sint-Omaars. Een bussel asperges in de vorm van een terrine is dan weer zeker Brussels.
De voorliefde die het echtpaar René Braun en Gabrielle van den Corput had voor servies in de vorm van dieren wordt aangetoond door het olie- en azijnstel dat een muildier verbeeldt. Ook Delftse schotels kregen hun plaats in de verzameling, zowel die met polychrome decoratie als die met blauw camaïeu, een monochrome schildertechniek.

## Geschiedenis
Het erfgoedfonds van de Koning Boudewijnstichting verwierf de collectie Braun-van den Corput via het Fonds Léon Courtin-Marcelle Bouché, dat de verzameling in 2010 aankocht. Ze wordt tentoongesteld in het kasteel van Freÿr.

## Galerij

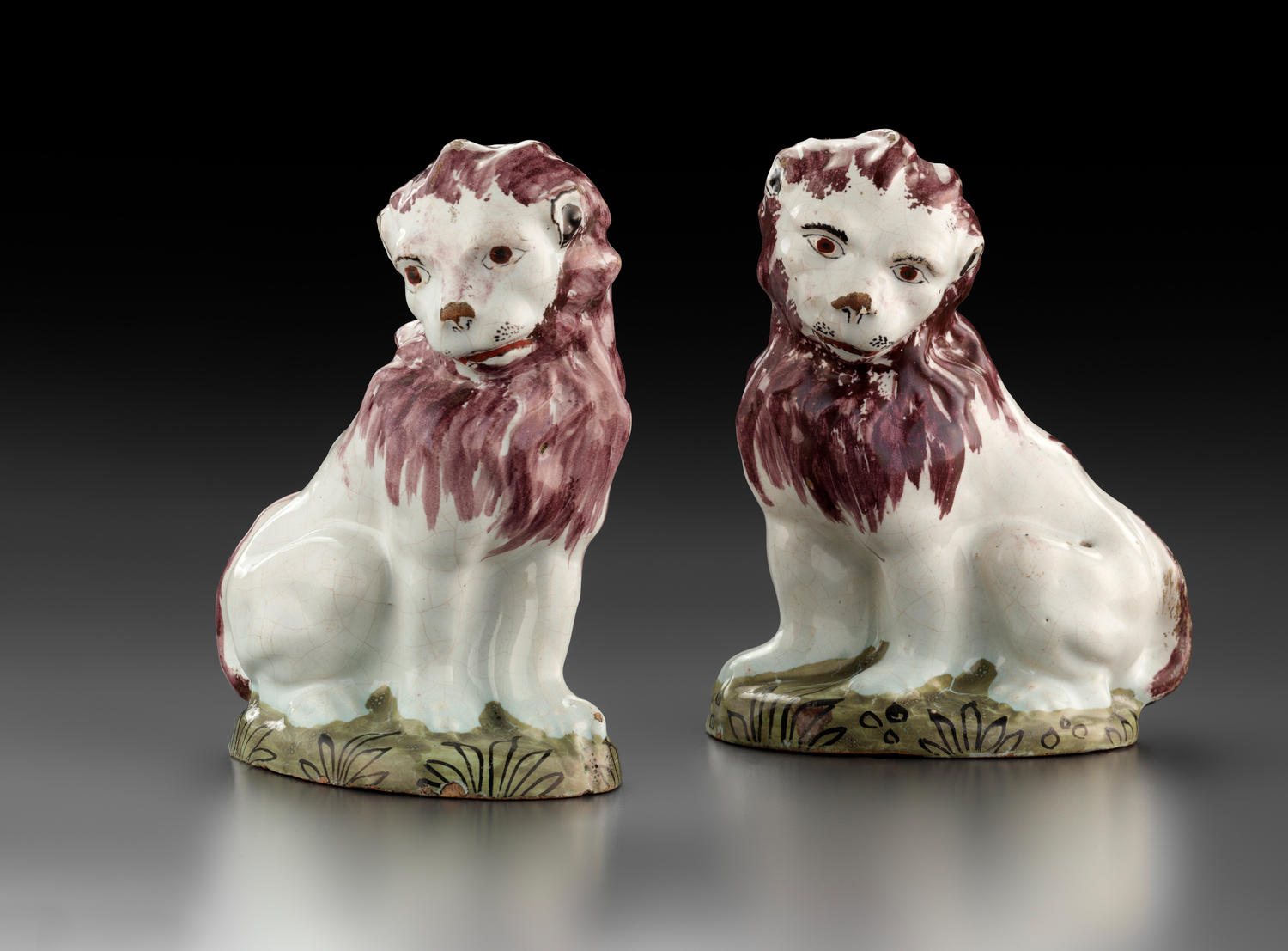
18e-eeuwse honden
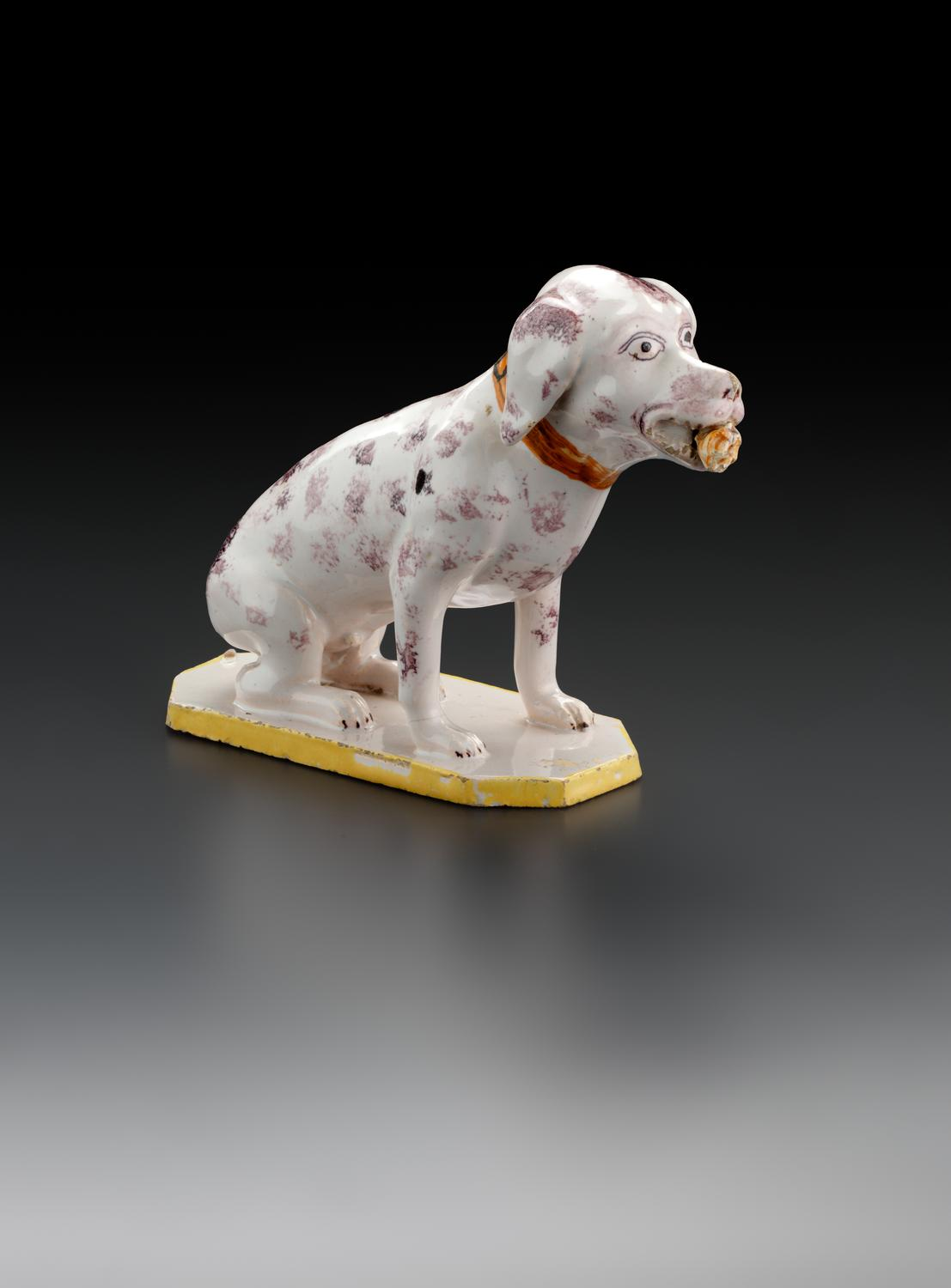
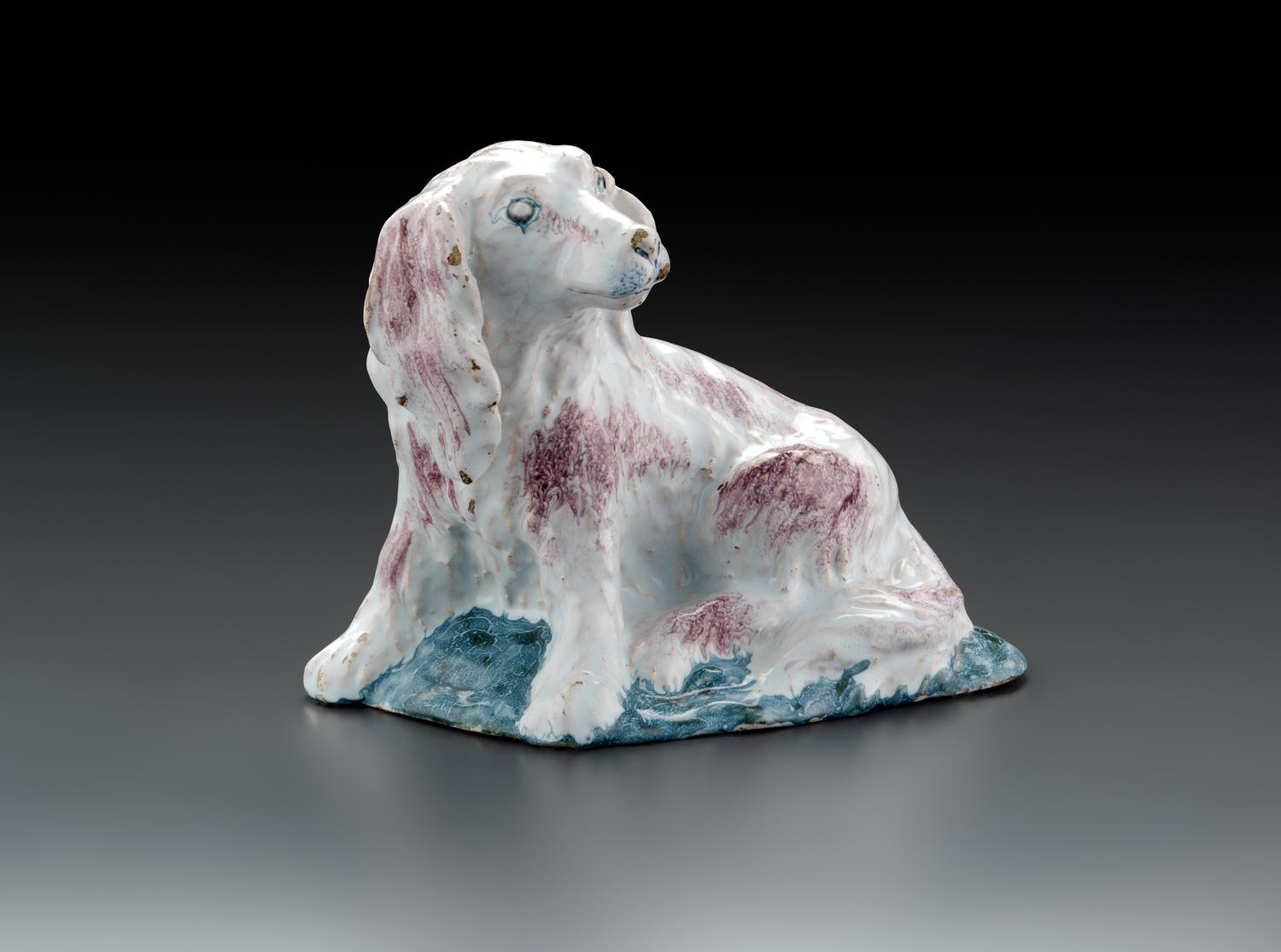
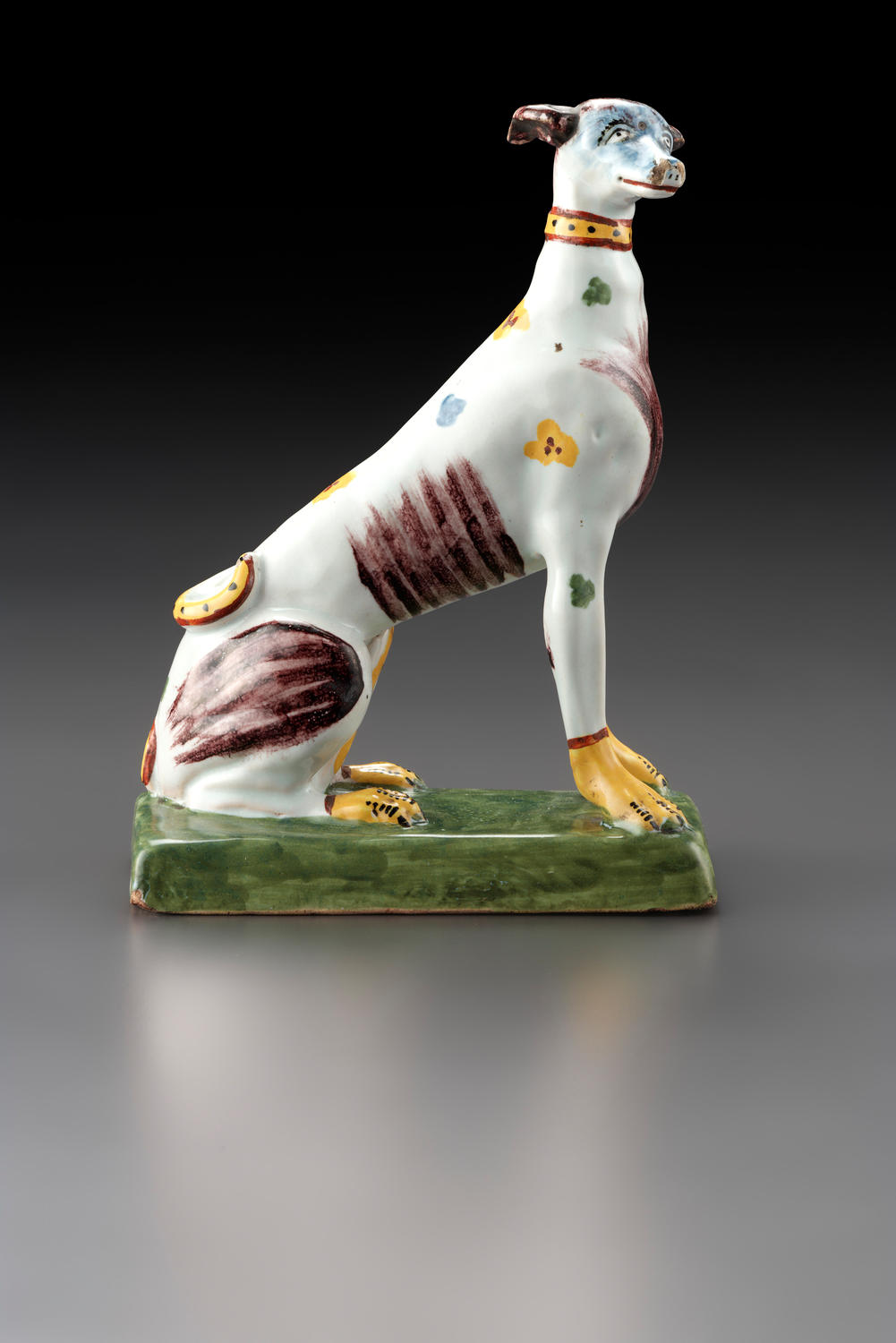
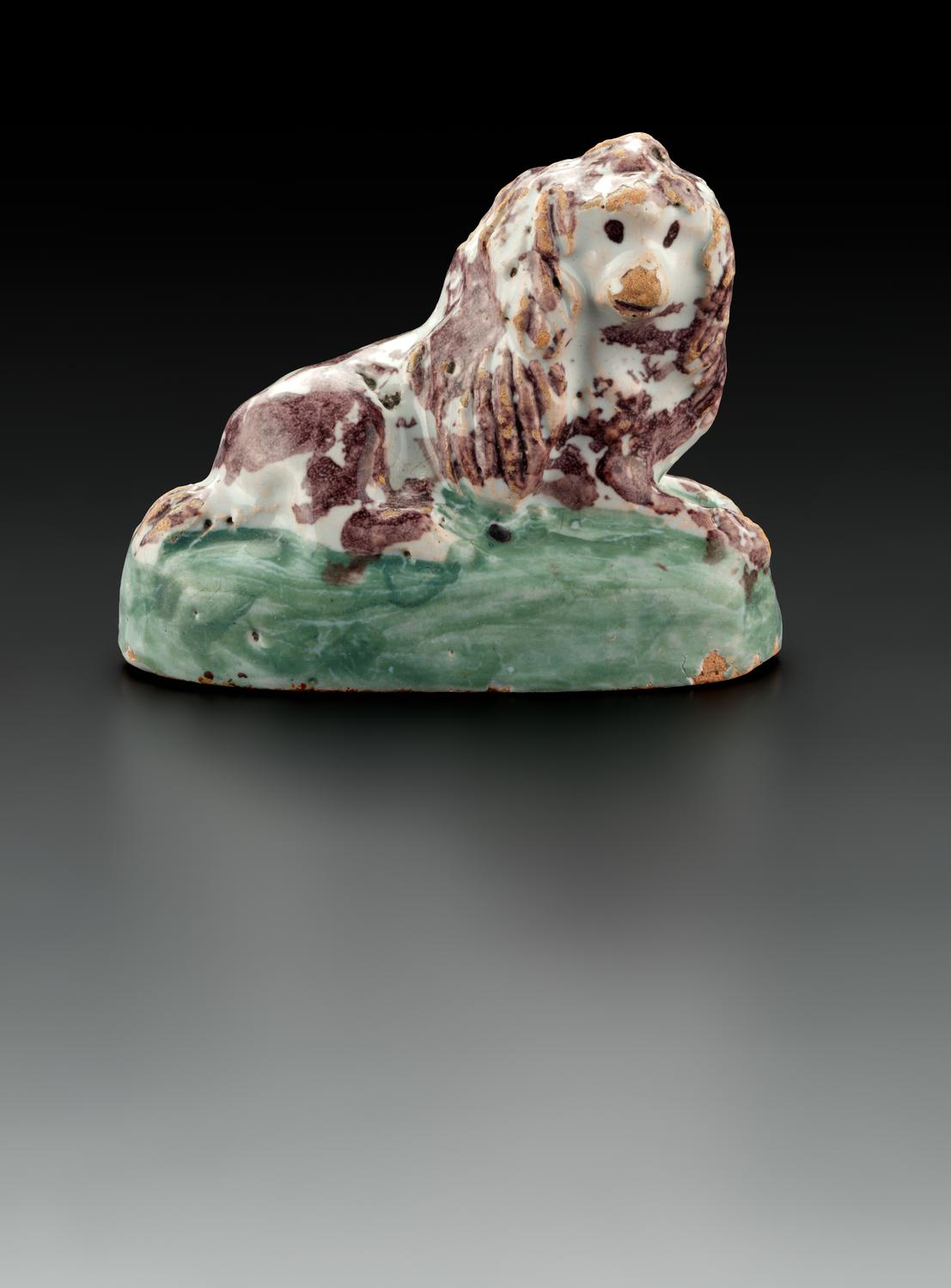
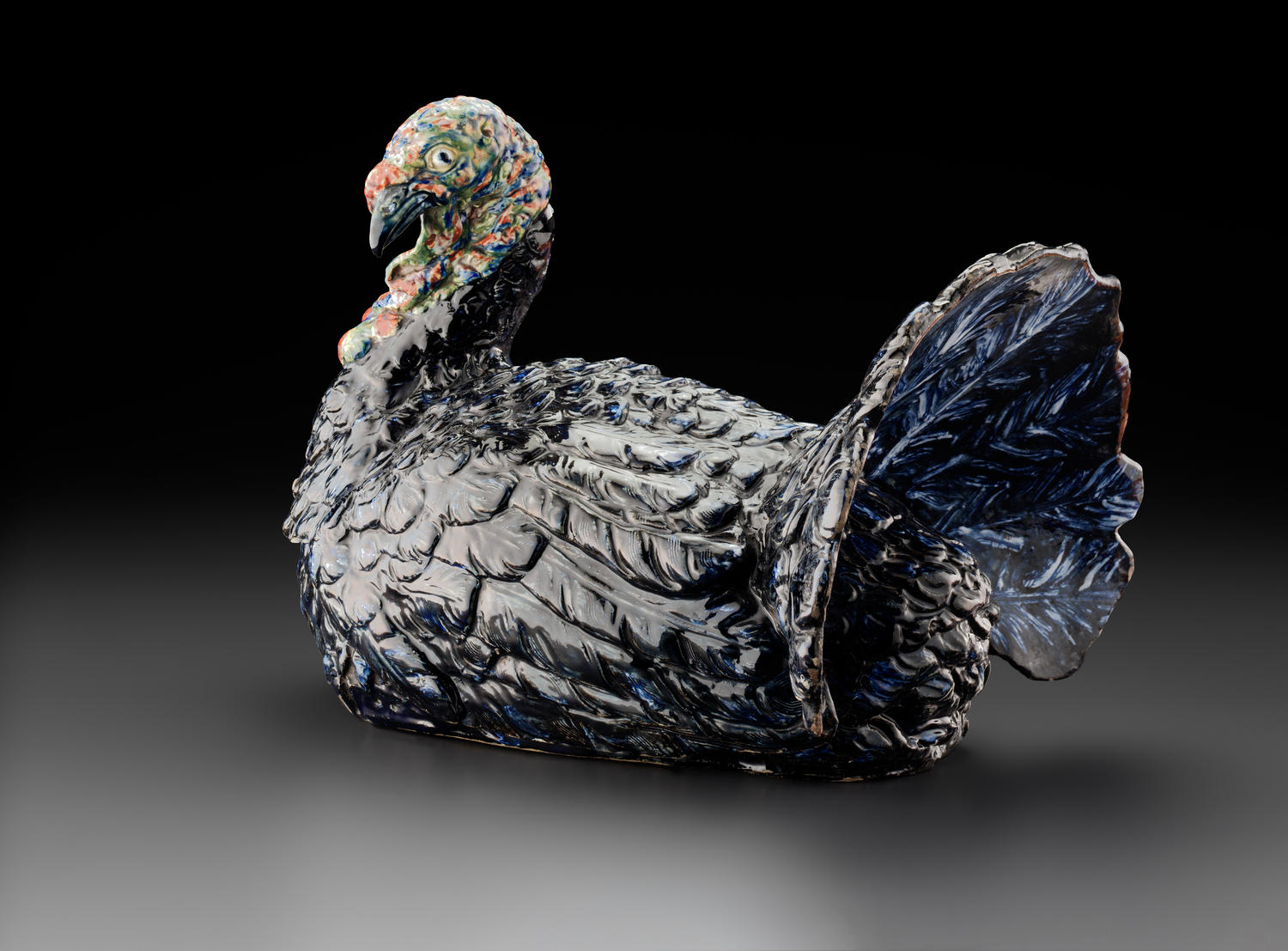
Terrine in de vorm van een zittende kalkoen
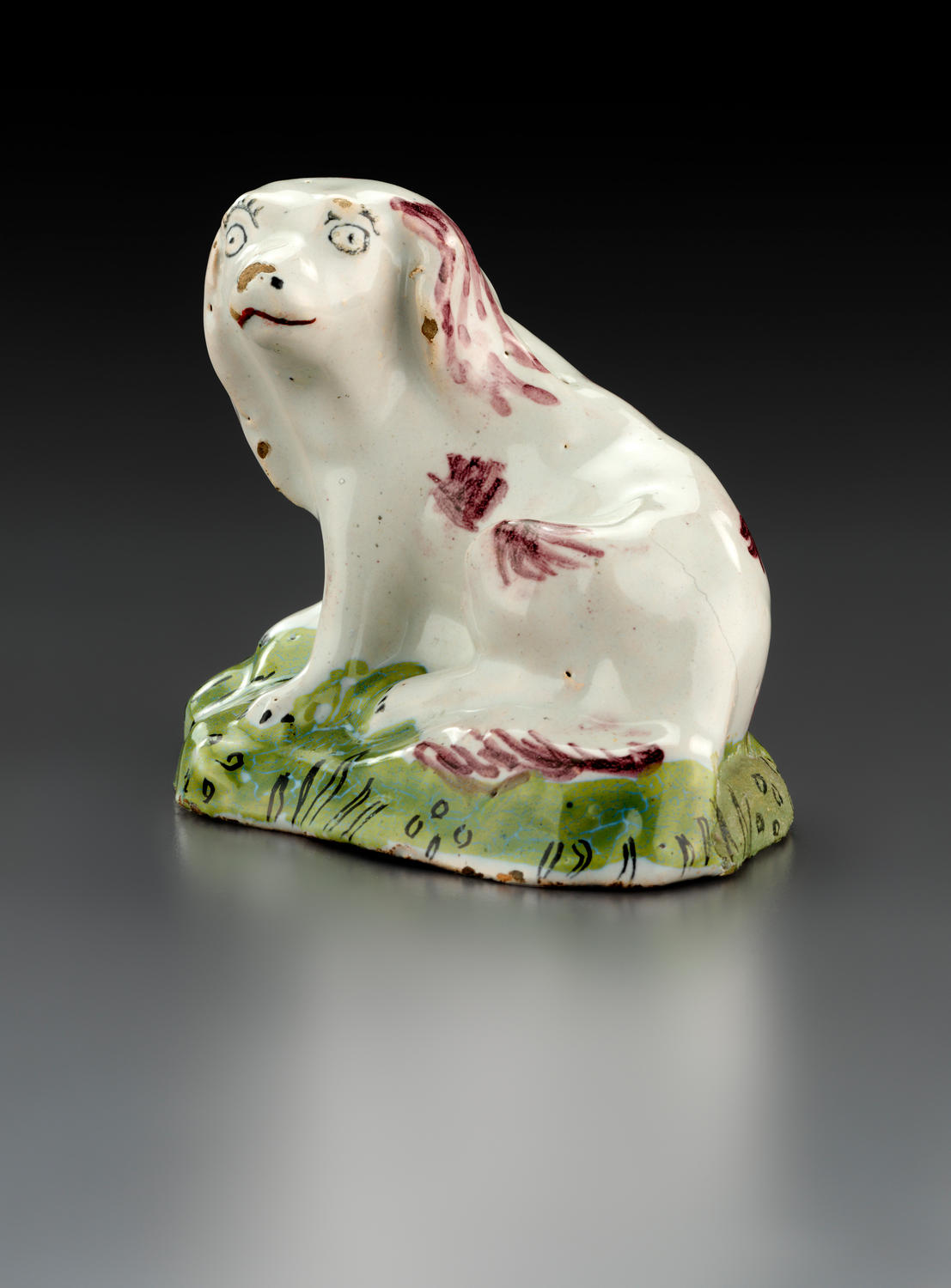
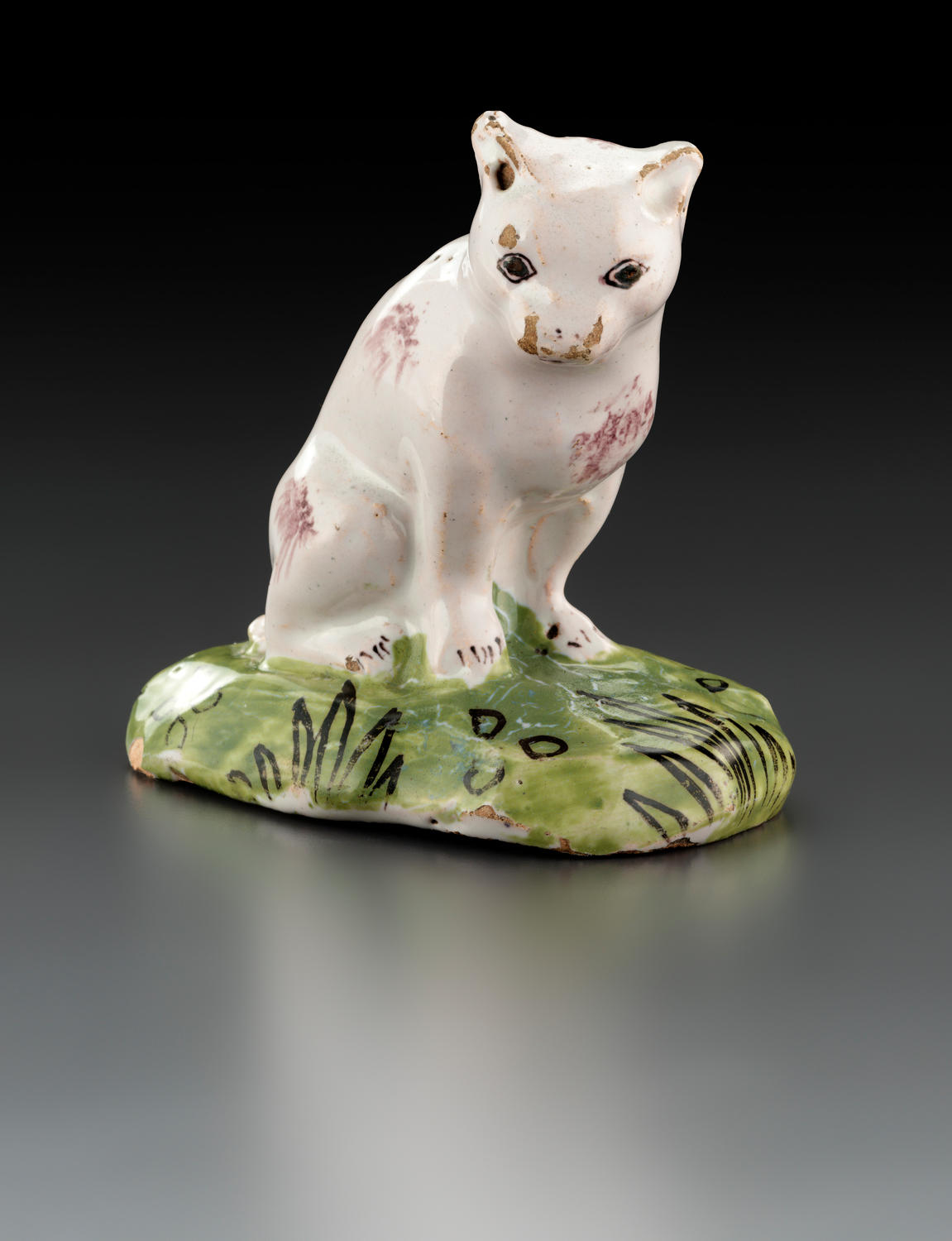
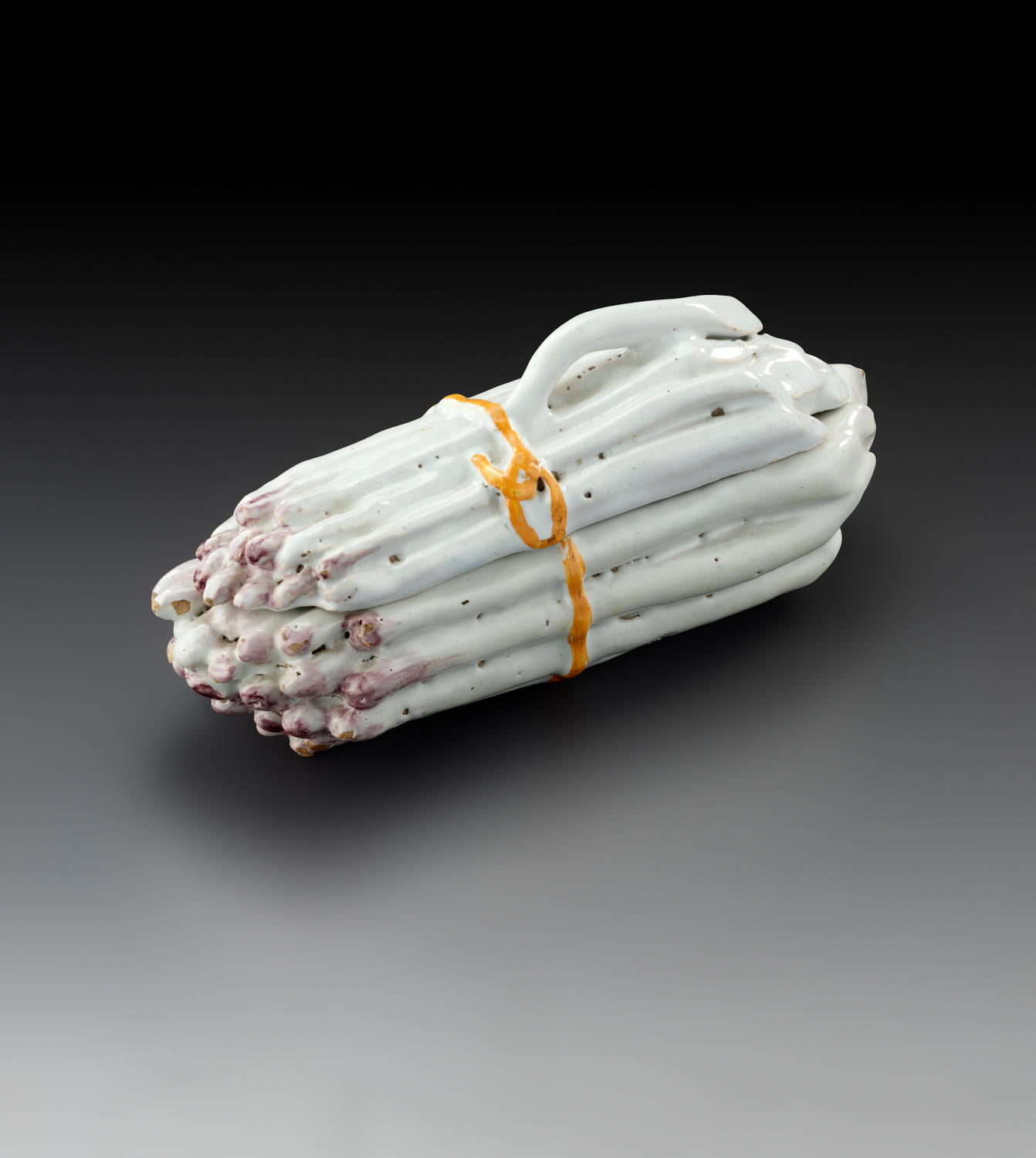
Terrine in de vorm van asperges
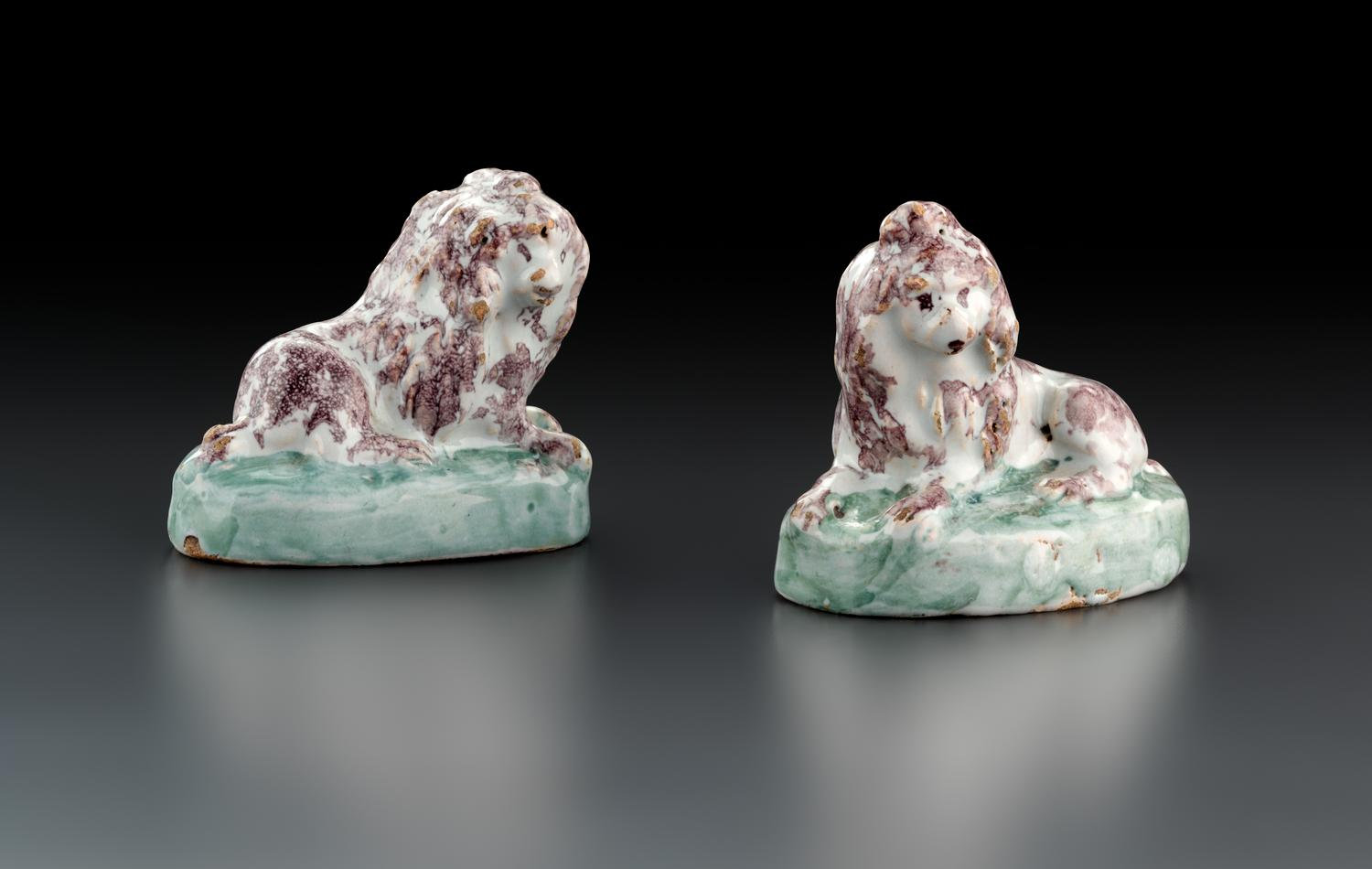
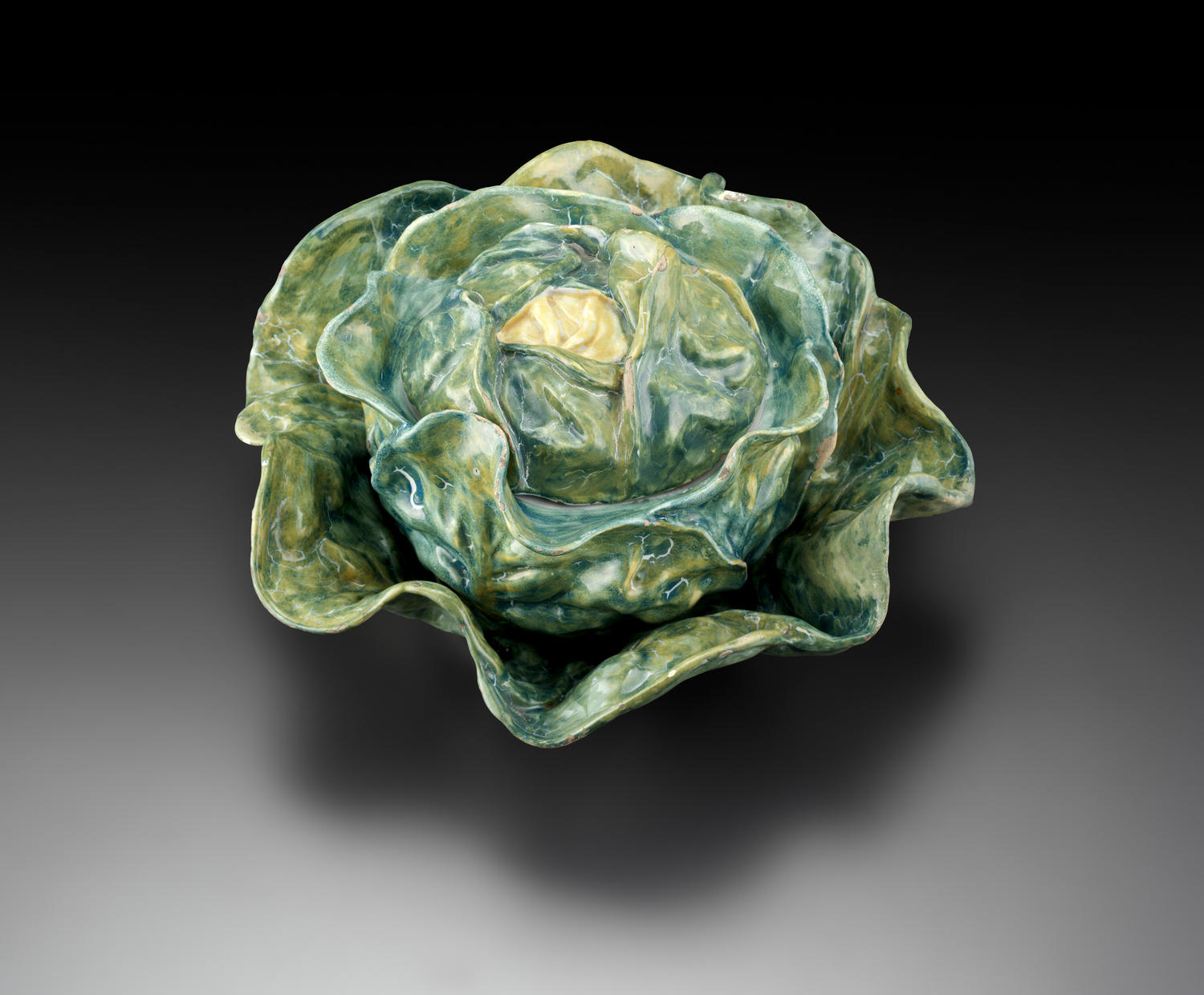
Terrine in de vorm van een salade
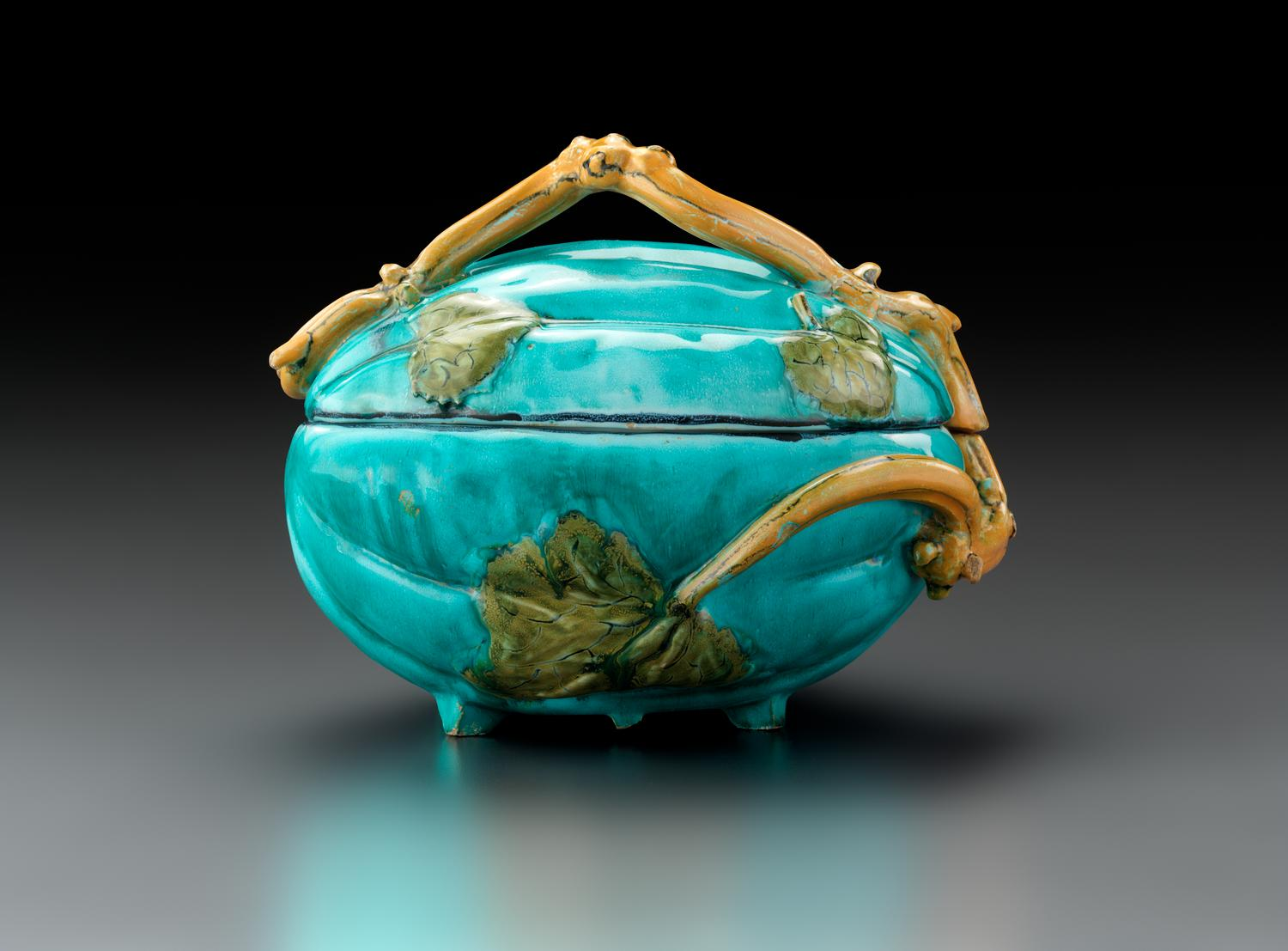
Een Brusselse terrine in de vorm van een meloen
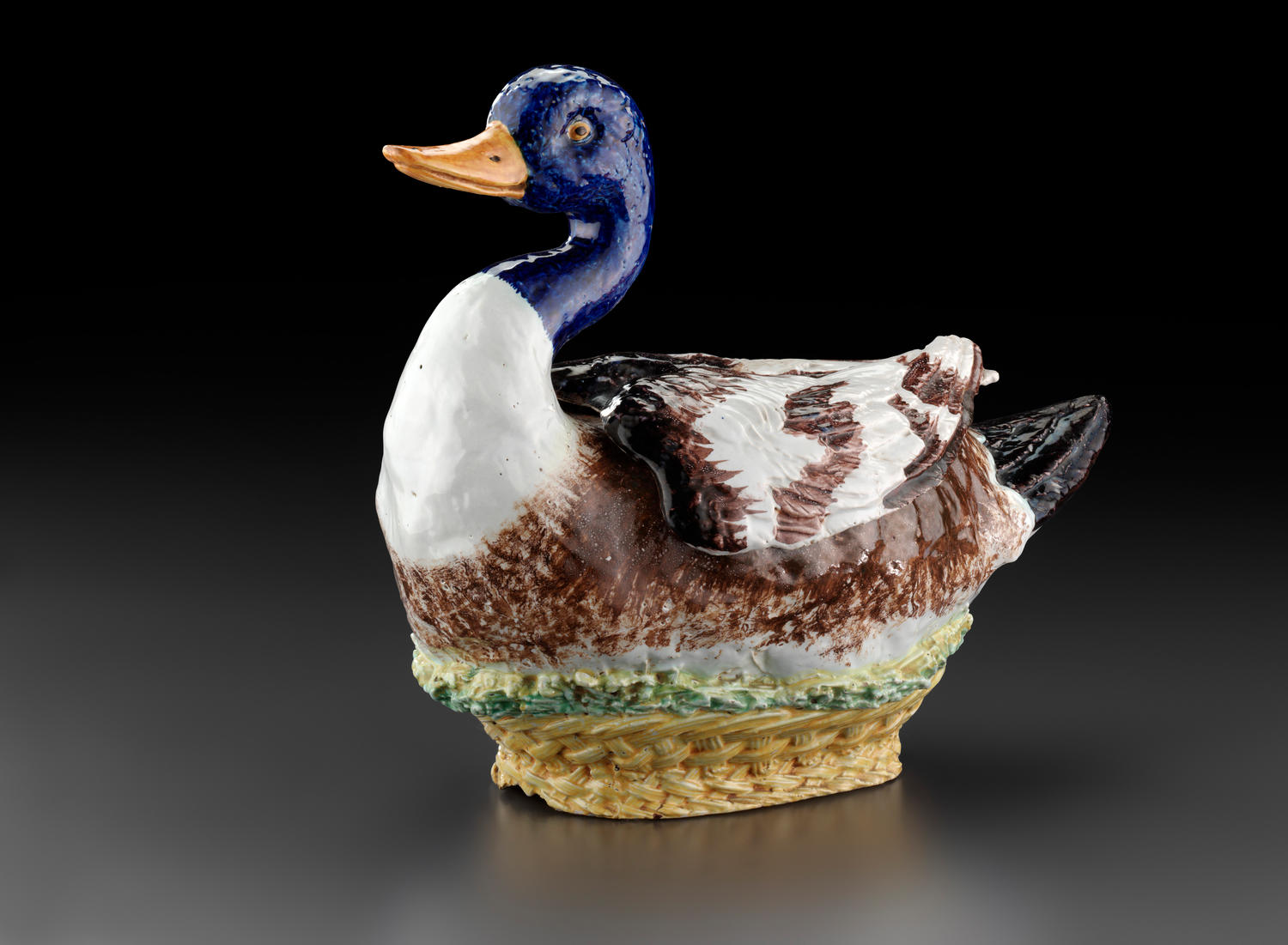
Een terrine door Philippe Mombaers
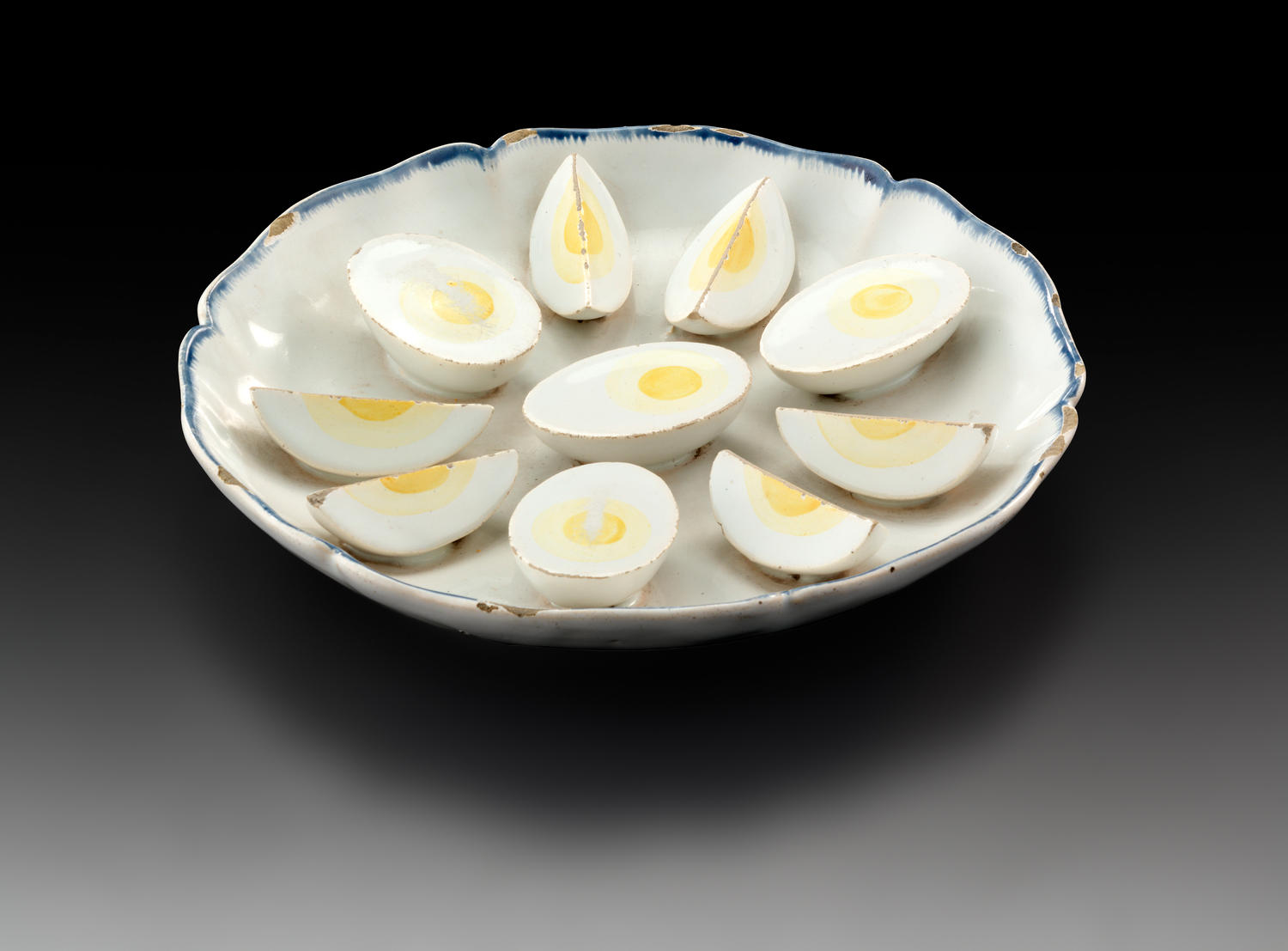
Een schotel uit Sceaux met hardgekookte eieren